# 4587 Ріс
4587 Ріс (4587 Rees) — астероїд головного поясу, відкритий 30 вересня 1973 року.
Тіссеранів параметр щодо Юпітера — 3,076.
Названо на честь британського космолога та астрофізика Мартіна Ріса